# 加维
加维（義大利語：Gavi），是意大利亚历山德里亚省的一个市镇。总面积50.92平方公里，人口4703人，人口密度92.4人/平方公里（2009年）。ISTAT代码为006081。